# 815

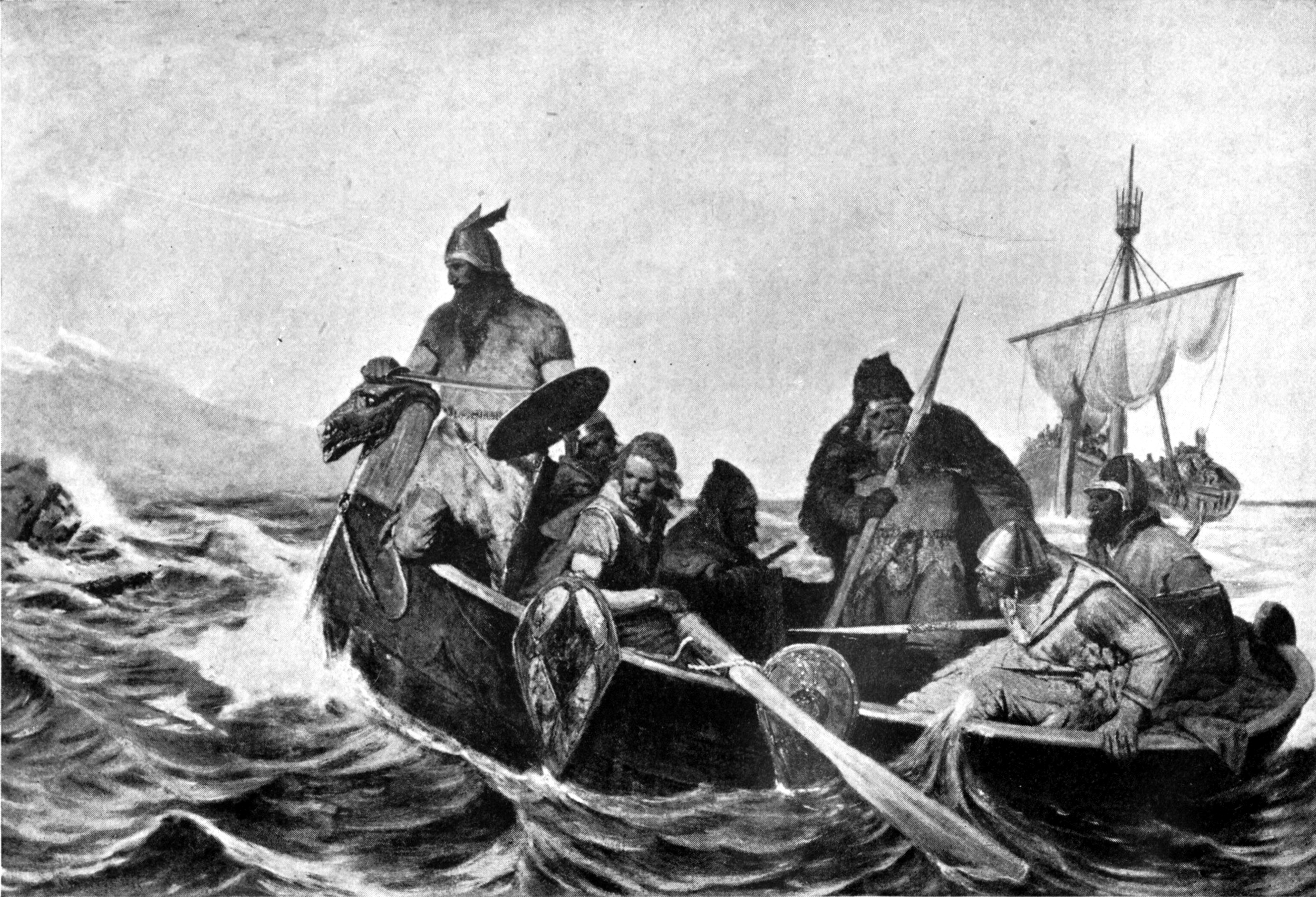
Noormannen landen op IJsland (9e eeuw)

Het jaar 815 is het 15e jaar in de 9e eeuw volgens de christelijke jaartelling.

## Gebeurtenissen

### Byzantijnse Rijk
- Byzantijns-Bulgaarse Oorlog: Keizer Leo V de Armeniër sluit in Constantinopel een 30-jarig vredesverdrag met Omoertag, heerser (khan) van het Bulgaarse Rijk. Het Rhodopegebergte wordt opnieuw de rijksgrens van het Byzantijnse Rijk en Omoertag geeft de Byzantijnse vestingsteden (verwoest door de Bulgaren) aan de Zwarte Zee terug.

### Brittannië
- Koning Egbert van Wessex verwoest het westelijke gebied van het Britse koninkrijk Dumnonia, het huidige Cornwall (waarschijnlijke datum).

### Europa
- Keizer Lodewijk de Vrome valt met een expeditieleger Jutland binnen. Hoewel de Danevirke (verdedigingswerken in het huidige Sleeswijk-Holstein) geen ernstige hindernis vormt, weten de Denen zich op het eiland Funen te verschansen, beschermd door een Vikingvloot. De Franken voeren een plunderveldtocht en keren met rijke buit terug.
- Lodewijk de Vrome benoemt zijn oudste zoon Lotharius tot hertog van Beieren. Hij stuurt zijn ongetrouwde (half)zusters naar het klooster (waarschijnlijke datum).
- Floki Vilgerdarsson, Noorse ontdekkingsreiziger, vertrekt vanaf de Faeröer-eilanden en ontdekt IJsland. Hij overwintert daar en keert na maanden terug in Noorwegen. De reizen van Floki worden later gedocumenteerd in de Landnámabók (waarschijnlijke datum).

### Azië
- Koning Tri Desongtsen overlijdt na een regeerperiode van vijftien jaar. Hij wordt opgevolgd door zijn zoon Tri Ralpachen als heerser van Tibet (waarschijnlijke datum).

## Religie
- Frederik (kleinzoon van de voormalige Friese koning Radboud) volgt Ricfried op als bisschop van Utrecht (waarschijnlijke datum).
- Hildesheim (huidige Nedersaksen) wordt gesticht als bisschopszetel voor het bisdom Hildesheim.
- De abdij van Corvey (Latijnse naam: Corbeia nova) wordt gesticht.
- Eerste vermeldingen van Engelen, Orthen en Rosmalen.

## Geboren
- Hugbert, Frankisch edelman en lekenabt (waarschijnlijke datum)
- Methodius, Byzantijns aartsbisschop (waarschijnlijke datum)

## Overleden
- 8 juli - Baugulf van Fulda, Frankisch abt
- Jabir ibn Hayyan, Arabisch alchemist (waarschijnlijke datum)
- Mashallah ibn Athari, Perzisch Joods astroloog en astronoom
- Ricfried, bisschop van Utrecht (waarschijnlijke datum)
- Tri Desongtsen, koning van Tibet (waarschijnlijke datum)